# سهم الماء سناني الأوراق
سهمية سنانية الأوراق (الاسم العلمي:Sagittaria lancifolia) هي نوع من النباتات تتبع جنس السهمية من الفصيلة المزمارية.